# Точен прицел (филм, 1993)
„Точен прицел“ (на английски: Striking Distance) е американски екшън трилър от 1993 г. на режисьора Рауди Херингтън, който е съсценарист със Марти Каплан. Във филма участват Брус Уилис, Сара Джесика Паркър, Денис Фарина и Том Сийзмор.